# Eleições legislativas portuguesas de 1976 no distrito de Vila Real
| Eleições legislativas portuguesas de 1976 Distritos: Aveiro \| Beja \| Braga \| Bragança \| Castelo Branco \| Coimbra \| Évora \| Faro \| Guarda \| Leiria \| Lisboa \| Portalegre \| Porto \| Santarém \| Setúbal \| Viana do Castelo \| Vila Real \| Viseu \| Açores \| Madeira \| Estrangeiro |

## Resultados por Concelho
Os resultados nos concelhos do Distrito de Vila Real foram os seguintes:

### Alijó
| Partido                 | Partido                     | Votos  | %               |
| ----------------------- | --------------------------- | ------ | --------------- |
|                         | Partido Popular Democrático | 3 702  | 35,38 / 100,00  |
|                         | Partido Socialista          | 3 071  | 29,35 / 100,00  |
|                         | Centro Democrático e Social | 2 195  | 20,98 / 100,00  |
|                         | Partido Comunista Português | 302    | 2,89 / 100,00   |
|                         | Aliança Operária Camponesa  | 107    | 1,02 / 100,00   |
|                         | Outros                      | 566    | 5,40 / 100,00   |
| Votos Inválidos         | Votos Inválidos             | 520    | 4,97 / 100,00   |
| Total                   | Total                       | 10 463 | 100,00 / 100,00 |
| Eleitorado/Participação | Eleitorado/Participação     | 12 434 | 84,15 / 100,00  |

### Boticas
| Partido                 | Partido                     | Votos | %               |
| ----------------------- | --------------------------- | ----- | --------------- |
|                         | Partido Popular Democrático | 1 720 | 43,88 / 100,00  |
|                         | Centro Democrático e Social | 754   | 19,23 / 100,00  |
|                         | Partido Socialista          | 722   | 18,42 / 100,00  |
|                         | Partido Comunista Português | 103   | 2,63 / 100,00   |
|                         | Outros                      | 255   | 6,50 / 100,00   |
| Votos Inválidos         | Votos Inválidos             | 366   | 9,33 / 100,00   |
| Total                   | Total                       | 3 920 | 100,00 / 100,00 |
| Eleitorado/Participação | Eleitorado/Participação     | 5 961 | 65,76 / 100,00  |

### Chaves
| Partido                 | Partido                     | Votos  | %               |
| ----------------------- | --------------------------- | ------ | --------------- |
|                         | Partido Popular Democrático | 9 606  | 42,09 / 100,00  |
|                         | Partido Socialista          | 5 408  | 23,69 / 100,00  |
|                         | Centro Democrático e Social | 3 579  | 15,68 / 100,00  |
|                         | Partido Comunista Português | 749    | 3,28 / 100,00   |
|                         | Outros                      | 1 198  | 5,24 / 100,00   |
| Votos Inválidos         | Votos Inválidos             | 2 284  | 10,01 / 100,00  |
| Total                   | Total                       | 22 824 | 100,00 / 100,00 |
| Eleitorado/Participação | Eleitorado/Participação     | 30 126 | 75,76 / 100,00  |

### Mesão Frio
| Partido                 | Partido                     | Votos | %               |
| ----------------------- | --------------------------- | ----- | --------------- |
|                         | Partido Socialista          | 1 261 | 38,03 / 100,00  |
|                         | Partido Popular Democrático | 988   | 29,79 / 100,00  |
|                         | Centro Democrático e Social | 583   | 17,58 / 100,00  |
|                         | Partido Comunista Português | 81    | 2,44 / 100,00   |
|                         | Outros                      | 191   | 5,73 / 100,00   |
| Votos Inválidos         | Votos Inválidos             | 212   | 6,40 / 100,00   |
| Total                   | Total                       | 3 316 | 100,00 / 100,00 |
| Eleitorado/Participação | Eleitorado/Participação     | 4 010 | 82,69 / 100,00  |

### Mondim de Basto
| Partido                 | Partido                          | Votos | %               |
| ----------------------- | -------------------------------- | ----- | --------------- |
|                         | Partido Popular Democrático      | 1 485 | 35,10 / 100,00  |
|                         | Centro Democrático e Social      | 1 441 | 34,06 / 100,00  |
|                         | Partido Socialista               | 765   | 18,08 / 100,00  |
|                         | Partido Comunista Português      | 64    | 1,51 / 100,00   |
|                         | Partido da Democracia Cristã     | 62    | 1,47 / 100,00   |
|                         | Liga Comunista Internacionalista | 60    | 1,42 / 100,00   |
|                         | União Democrática Popular        | 59    | 1,39 / 100,00   |
|                         | Partido Popular Monárquico       | 47    | 1,11 / 100,00   |
|                         | Outros                           | 131   | 3,09 / 100,00   |
| Votos Inválidos         | Votos Inválidos                  | 117   | 2,76 / 100,00   |
| Total                   | Total                            | 4 231 | 100,00 / 100,00 |
| Eleitorado/Participação | Eleitorado/Participação          | 5 506 | 76,84 / 100,00  |

### Montalegre
| Partido                 | Partido                     | Votos  | %               |
| ----------------------- | --------------------------- | ------ | --------------- |
|                         | Partido Popular Democrático | 3 970  | 40,43 / 100,00  |
|                         | Partido Socialista          | 2 920  | 29,74 / 100,00  |
|                         | Centro Democrático e Social | 1 239  | 12,62 / 100,00  |
|                         | Partido Comunista Português | 345    | 3,51 / 100,00   |
|                         | Outros                      | 591    | 6,03 / 100,00   |
| Votos Inválidos         | Votos Inválidos             | 755    | 7,69 / 100,00   |
| Total                   | Total                       | 9 820  | 100,00 / 100,00 |
| Eleitorado/Participação | Eleitorado/Participação     | 13 126 | 74,81 / 100,00  |

### Murça
| Partido                 | Partido                      | Votos | %               |
| ----------------------- | ---------------------------- | ----- | --------------- |
|                         | Partido Popular Democrático  | 2 120 | 48,23 / 100,00  |
|                         | Centro Democrático e Social  | 839   | 19,09 / 100,00  |
|                         | Partido Socialista           | 749   | 17,04 / 100,00  |
|                         | Partido Comunista Português  | 106   | 2,41 / 100,00   |
|                         | Partido da Democracia Cristã | 44    | 1,00 / 100,00   |
|                         | Outros                       | 161   | 3,67 / 100,00   |
| Votos Inválidos         | Votos Inválidos              | 377   | 8,57 / 100,00   |
| Total                   | Total                        | 4 396 | 100,00 / 100,00 |
| Eleitorado/Participação | Eleitorado/Participação      | 5 528 | 79,52 / 100,00  |

### Peso da Régua
| Partido                 | Partido                     | Votos  | %               |
| ----------------------- | --------------------------- | ------ | --------------- |
|                         | Partido Socialista          | 4 383  | 42,14 / 100,00  |
|                         | Partido Popular Democrático | 2 152  | 20,69 / 100,00  |
|                         | Centro Democrático e Social | 2 122  | 20,40 / 100,00  |
|                         | Partido Comunista Português | 456    | 4,38 / 100,00   |
|                         | Outros                      | 418    | 4,02 / 100,00   |
| Votos Inválidos         | Votos Inválidos             | 869    | 8,36 / 100,00   |
| Total                   | Total                       | 10 400 | 100,00 / 100,00 |
| Eleitorado/Participação | Eleitorado/Participação     | 13 275 | 78,34 / 100,00  |

### Ribeira de Pena
| Partido                 | Partido                          | Votos | %               |
| ----------------------- | -------------------------------- | ----- | --------------- |
|                         | Partido Popular Democrático      | 1 536 | 37,64 / 100,00  |
|                         | Centro Democrático e Social      | 904   | 22,15 / 100,00  |
|                         | Partido Socialista               | 864   | 21,17 / 100,00  |
|                         | Liga Comunista Internacionalista | 58    | 1,42 / 100,00   |
|                         | Partido Comunista Português      | 52    | 1,27 / 100,00   |
|                         | Partido da Democracia Cristã     | 49    | 1,20 / 100,00   |
|                         | Partido Popular Monárquico       | 46    | 1,13 / 100,00   |
|                         | Movimento de Esquerda Socialista | 45    | 1,10 / 100,00   |
|                         | Outros                           | 126   | 3,08 / 100,00   |
| Votos Inválidos         | Votos Inválidos                  | 401   | 9,83 / 100,00   |
| Total                   | Total                            | 4 081 | 100,00 / 100,00 |
| Eleitorado/Participação | Eleitorado/Participação          | 5 949 | 68,60 / 100,00  |

### Sabrosa
| Partido                 | Partido                     | Votos | %               |
| ----------------------- | --------------------------- | ----- | --------------- |
|                         | Partido Popular Democrático | 2 269 | 44,61 / 100,00  |
|                         | Partido Socialista          | 1 099 | 21,61 / 100,00  |
|                         | Centro Democrático e Social | 837   | 16,46 / 100,00  |
|                         | Partido Comunista Português | 119   | 2,34 / 100,00   |
|                         | Partido Popular Monárquico  | 84    | 1,65 / 100,00   |
|                         | Outros                      | 247   | 4,86 / 100,00   |
| Votos Inválidos         | Votos Inválidos             | 431   | 8,48 / 100,00   |
| Total                   | Total                       | 5 086 | 100,00 / 100,00 |
| Eleitorado/Participação | Eleitorado/Participação     | 6 058 | 83,96 / 100,00  |

### Santa Marta de Penaguião
| Partido                 | Partido                     | Votos | %               |
| ----------------------- | --------------------------- | ----- | --------------- |
|                         | Partido Socialista          | 2 217 | 39,16 / 100,00  |
|                         | Partido Popular Democrático | 1 691 | 29,87 / 100,00  |
|                         | Centro Democrático e Social | 830   | 14,66 / 100,00  |
|                         | Partido Comunista Português | 141   | 2,49 / 100,00   |
|                         | Outros                      | 277   | 4,92 / 100,00   |
| Votos Inválidos         | Votos Inválidos             | 505   | 8,93 / 100,00   |
| Total                   | Total                       | 5 661 | 100,00 / 100,00 |
| Eleitorado/Participação | Eleitorado/Participação     | 7 260 | 77,98 / 100,00  |

### Valpaços
| Partido                 | Partido                     | Votos  | %               |
| ----------------------- | --------------------------- | ------ | --------------- |
|                         | Partido Popular Democrático | 7 139  | 55,35 / 100,00  |
|                         | Centro Democrático e Social | 2 666  | 20,67 / 100,00  |
|                         | Partido Socialista          | 1 995  | 15,47 / 100,00  |
|                         | Outros                      | 623    | 4,84 / 100,00   |
| Votos Inválidos         | Votos Inválidos             | 476    | 3,69 / 100,00   |
| Total                   | Total                       | 12 899 | 100,00 / 100,00 |
| Eleitorado/Participação | Eleitorado/Participação     | 17 411 | 74,09 / 100,00  |

### Vila Pouca de Aguiar
| Partido                 | Partido                      | Votos  | %               |
| ----------------------- | ---------------------------- | ------ | --------------- |
|                         | Partido Popular Democrático  | 4 200  | 48,26 / 100,00  |
|                         | Partido Socialista           | 2 212  | 25,42 / 100,00  |
|                         | Centro Democrático e Social  | 763    | 8,77 / 100,00   |
|                         | Partido Comunista Português  | 227    | 2,61 / 100,00   |
|                         | Partido da Democracia Cristã | 100    | 1,15 / 100,00   |
|                         | MRPP                         | 98     | 1,13 / 100,00   |
|                         | Outros                       | 355    | 4,07 / 100,00   |
| Votos Inválidos         | Votos Inválidos              | 748    | 8,60 / 100,00   |
| Total                   | Total                        | 8 703  | 100,00 / 100,00 |
| Eleitorado/Participação | Eleitorado/Participação      | 11 798 | 73,77 / 100,00  |

### Vila Real
| Partido                 | Partido                     | Votos  | %               |
| ----------------------- | --------------------------- | ------ | --------------- |
|                         | Partido Popular Democrático | 8 015  | 33,54 / 100,00  |
|                         | Partido Socialista          | 6 359  | 26,61 / 100,00  |
|                         | Centro Democrático e Social | 4 998  | 20,91 / 100,00  |
|                         | Partido Comunista Português | 1 214  | 5,08 / 100,00   |
|                         | União Democrática Popular   | 376    | 1,57 / 100,00   |
|                         | Partido Popular Monárquico  | 251    | 1,05 / 100,00   |
|                         | Outros                      | 1 033  | 4,33 / 100,00   |
| Votos Inválidos         | Votos Inválidos             | 1 651  | 6,91 / 100,00   |
| Total                   | Total                       | 23 897 | 100,00 / 100,00 |
| Eleitorado/Participação | Eleitorado/Participação     | 28 358 | 84,27 / 100,00  |